# Nebojša Jovanović
Nebojša Jovanović (Belgrado, 27 de marzo de 1983) es un ciclista serbio. Debutó como profesional en 2006 con el equipo AEG Toshiba-Jetnetwork.

## Palmarés
| 2003 - 2.º en el Campeonato de Serbia y Montenegro en Ruta - 3.º en el Campeonato de Serbia y Montenegro Contrarreloj 2004 - Campeonato de Serbia y Montenegro en Ruta - 2.º en el Campeonato de Serbia y Montenegro Contrarreloj 2005 - 1 etapa del Tour de Grecia 2006 - 3.º en el Campeonato de Serbia y Montenegro en Ruta - 2.º en el Campeonato de Serbia y Montenegro Contrarreloj | 2008 - 2.º en el Campeonato de Serbia en Ruta 2009 - 3.º en el Campeonato de Serbia en Ruta - Gran Premio Bradlo - 1 etapa de la Vuelta a Serbia 2014 - 3.º en el Campeonato de Serbia en Ruta 2016 - 2.º en el Campeonato de Serbia en Ruta |